# Brontoscorpio
Brontoscorpio is een geslacht van uitgestorven schorpioenen.
Hij leefde in het Siluur, was ongeveer een meter lang en mogelijk de voorouder van de Gigantoscorpio. Brontoschorpio at vissen en trilobieten en had geen zwemstaart zoals zijn (tijd)verwant Eurypterus.
De naam betekent donderschorpioen: bronto is donder, scorpio is schorpioen.

## Ook op het land
Brontoscorpio is waarschijnlijk een van de eerste dieren die ook op het land voortbewoog. Eerder dus dan 'onze' voorouders. Het exoskelet van deze wezens was waarschijnlijk bestand tegen de felle zon en de hitte op het droge land, iets waartegen andere organismen nog niet beschermd waren. 
In de documentaire "Seamonsters", wordt gesuggereerd dat de dieren aan land ook aangespoelde resten van dieren opaten en aan de kustlijn hun eitjes legden. Dit deden zij dan bij springvloed in de modder. De eitjes waren hier dan veilig voor de vele levensvormen die op dat moment op de aarde aanwezig waren. Er waren immers geen andere dieren op het land. De eitjes zouden dan later uitkomen als het weer springtij was zodat de jonge dieren terug konden naar de zee.